# Jan Krediet
Jan Krediet is een Nederlands logistiek dienstverlener. Het bedrijf richt zich met name op meubellogistiek, zowel nationaal als internationaal. Het bedrijf is sinds 2023 eigendom van het Amerikaanse logistieke bedrijf Logistics Plus. 

## Geschiedenis
Het bedrijf werd in 1924 opgericht door naamgever Jan Krediet en hij vestigde zich in het Friese Noordwolde, een dorp dat destijds bekend stond om de rotanindustrie en ook wel het 'Vlechtdorp van Nederland' werd genoemd. Het bedrijf begon hier met bodediensten en het vervoer van rotanmeubelen en groeide uit tot een schakel in de toeleveringsketen van de meubelindustrie. Na de Tweede Wereldoorlog namen de zonen Jan, Roelof en Jelke het stokje over van hun vader. Het bedrijf groeide in de begin jaren zeventig uit naar een onderneming met bijna honderd werknemers. 

### 1975–2012
Grote verandering kwam toen in 1975 het meubeltransportbedrijf Van Dijk uit Culemborg (met op dat moment circa 28 werknemers) werd overgenomen. Door de zeer centrale ligging van dit bedrijf werd het ineens mogelijk om nagenoeg het gehele land efficiënt te kunnen bedienen. In die periode groeide het klantenbestand naar circa 180 verladers, verdeeld onder meubelgroupage, fabrieken en contractvervoer in binnen- en buitenland.
In 1985 kwam het bedrijf in het nieuws nadat het FNV van plan was om een kort geding aan te spannen tegen het bedrijf vanwege de plannen om een groot deel van haar hoofdvestiging in Friesland over te hevelen naar Culemborg. Dit zou zeer nadelige gevolgen hebben voor een groot aantal werknemers.
In 2002 besloot het bedrijf om een nieuw hoofdkantoor te openen, in het Overijsselse Steenwijk.

### 2013–heden
In 2013 raakte het bedrijf door een recessie en een teruggang op de woningmarkt in zwaar weer en werd in december van dat jaar een faillissement uitgesproken. Op dat moment had het bedrijf  een jaaromzet van vijftien miljoen euro en was het marktleider in meubel- en keukenvervoer in de Benelux. Enkele dagen na het faillissement werd een doorstart gemaakt.
In maart 2016 volgde een uitbreiding van activiteiten door het openen van een nevenvestiging in Venlo. In november 2016 ontving Jan Krediet de TLN Ondernemersprijs 2017 in de categorie 'Grote Ondernemingen'.
In juni 2023 werd het bedrijf overgenomen door het Amerikaanse logistieke bedrijf Logistics Plus. De overname volgde op een langdurige samenwerking tussen de twee bedrijven, die al begon in 2016. Op het moment van overname was het bedrijf goed voor een jaaromzet van veertig miljoen euro en had het ruim honderd medewerkers in dienst. Jan Krediet bleef nadien opereren onder haar eigen naam. In 2024 vierde Jan Krediet zijn honderdjarig bestaan.

## Galerij

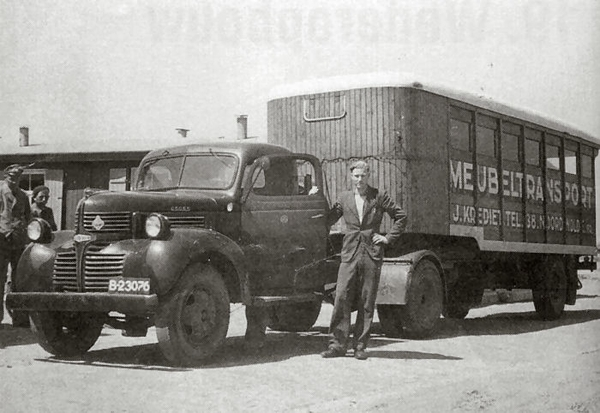
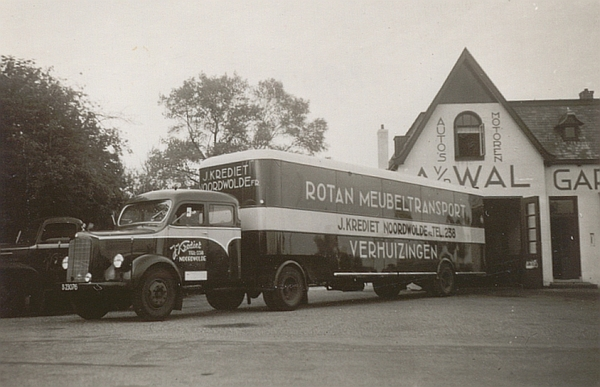
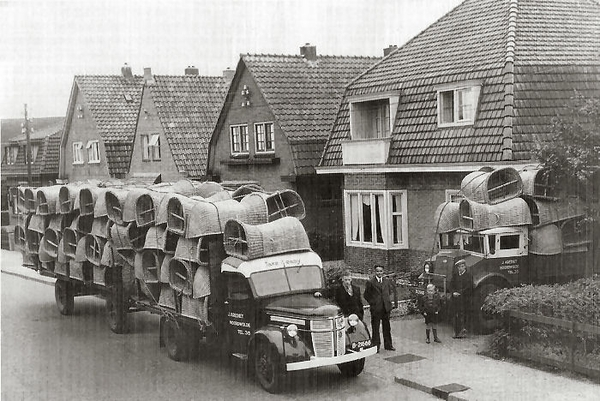